# Most Hardanger
Most Hardanger (norveško: Hardangerbrua) je viseči most čez Hardangerfjord v občini Hordaland na Norveškem. Most povezuje občini Ullensvang in Ulvik, nadomestil pa je tudi trajektno povezavo med krajema Bruravik in Brimnes ter s tem skrajšal čas vožnje med Oslom in Bergnom. Je najdaljši viseči most na Norveškem.

## Gradnja
Gradnjo mostu odobril norveški parlament 28. februarja 2006, pričela pa se je 26. februarja, 2009. Kot glavni investitor je nastopala Norveška Javna uprava za ceste, izvajalec del pa je bila družba MT Højgaard. Projekt je imel proračun v višini 2,3 milijarde NOK (290.000.000 €), več kot polovica tega bodo znašale pobrane cestnine (začasna cestnina znaša 150 NOK) in prihranki subvencij za trajekt. Po drugi strani uprava razmišlja o drugačni povezavi med vzhodom in zahodom, prek novega mostu.
Trajekt, ki ga je upravljalo podjetje Fjord1, je vozil čez fjord vsakih 20-60 minut, odvisno od sezone, potovanje je trajalo 10 minut.
Most je 1380 metrov dolg, z glavnim razponom 1310 metrov. Svetla višina je 55 metrov, pilona sežeta 200 metrov nad morsko gladino. Vgrajenega je 15.000 ton jekla, skoraj polovico tega predstavljajo nosilni kabli, ostalo voziščna konstrukcija. Poleg tega so vgradili 22.400 kubičnih metrov betona, od katerega je 13.000 kubičnih metrov v stebrih, pritrdiščih in portalih predorov. Most ima dva vozna pasova za avtomobile širine 7,5 m (hitrost je omejena na 80 kilometrov na uro) in ločen pas za pešce ter kolesarje.
Promet na mostu bo po ocenah le okoli 2000 vozil na dan. Otvoritev mostu je potekala 17. avgusta 2013.
Glavni razpon je eden najdaljših visečih mostov na svetu. Prav tako je najdaljši viseči most med dvema predoroma na svetu. Na južnem koncu mostu avtomobili takoj vstopijo v 1,2-kilometra dolg predor Bu, ki poteka pod vasjo Bu in na severni strani mostu avtomobili takoj vstopijo v 7,5-kilometra dolg predor Vallavik, ki vsebuje tudi 500 metrov dolg odsek krožišča v notranjosti. V krožišču se lahko avtomobili zapeljejo še skozi en 500-metrski predor, ki vodi do Ulvika ali pa v 7 kilometrov dolg predor do Granvina.

## Galerija
- The Hardanger Bridge under construction, July 2010
- Tower Cable Saddles for Hardanger Bridge
- Hardanger Bridge Towers under construction
- Construction of the bridge
- View while crossing
- View looking up while crossing